# Saccopteryx
Saccopteryx é um gênero de morcegos da família Emballonuridae.

## Espécies
- Saccopteryx antioquensis Muñoz e Cuartas, 2001
- Saccopteryx bilineata (Temminck, 1838)
- Saccopteryx canescens Thomas, 1901
- Saccopteryx gymnura Thomas, 1901
- Saccopteryx leptura (Schreber, 1774)